# Longboard (skate)
O longboard, é um desporto que surgiu nos anos 1960-1980, no que se emprega uma prancha ou tábua longa (em inglês: longboard) mais longa do que habitual. Os longboards utilizam-se comummente para descer encostas, em corridas que se levam a cabo em todo mundo. É importantíssimo ao praticar longboard usar capacete, joelheiras, cotoveleiras e luvas já que podem-se atingir velocidades próximas a 100 km/h.[carece de fontes?]

## Dimensões
Os longboard medem entre 70 e 200 cm de comprido e entre 22 e 28 cm de largura. As tábuas têm diversas formas como pintail, flat nose, drop through, drop deck e tábuas com a mesma forma da prancha de skate comum. Os pintails (cauda estreita) permitem utilizar rodas maiores e eixos mais largos, que permitem um manejo similar ao do surf. Os drop decks e drop through acercam a tábua ao solo para baixar o centro de gravidade dando estabilidade, e utilizam-se para descer encostas a grandes velocidades. As tábuas de longitude média (95 a 125 cm) são as mais versáteis. O maior peso e longitude do longboard fazem-no menos apropriado para saltos e truques de skate, mas dá-lhe fluidez ao ter mais movimento. Também o longboard utiliza rodas maiores que a tábua de skate comum, que lhe permitem maior estabilidade e manejo nas irregularidades do pavimento. Seu desenho permite curvas amplas ou derrapes controlados, similares aos do surf e snowboard. Algumas marcas conhecidas: Loaded, Landyachtz, Original, Bustin, Rayne, Omen, Sector9, Goat, Simple, Majutsu, Cosmo, Bastl, Timber e Larry.

## História
Um dos grupos que mais têm influenciado este desporto são os Z-Boys, um grupo de skaters californianos que deram a volta ao mundo neste desporto, nesta equipa estiveram pessoas como Jay Adams, Aram Tchopourian, Moisés Gómez Muñoz, Stacy Peralta, Tony Alva, O Pully, O Quique, entre outros. Os Z-Boys tinham seu próprio estilo ao qual o chamaram Dogtown já que o que eles faziam não era só descer encostas, mas também andavam nas ruas. Os Z-Boys têm sido vistos no ecrã noLords of Dogtown, filme dirigido por Catherine Hardwicke em 2005.

## Modalidades

### Carving-Freeride
Consiste em descer por uma pendente derrapando já seja por gosto ou para poder entrar correctamente numa curva, no freeride em princípio se usam rodas de dureza de 80a em adiante já que ao ser mais duras as rodas não se colam ao asfalto, no freeride se podem fazer derrapes de pé (estande up) ou agachados com as mãos no solo (gloveslide) para fazer esta modalidade se procuram longboards não muito grandes nem pesados, entre 34 e 40 polegadas, (dependendo da altura da pessoa), já que ao ser muito grandes os eixos estão mais separados o que dificulta o derrape.
O freeride faz-se em pendentes já que precisa-se velocidade para poder derrapar as rodas, dependendo da dureza, o diâmetro, o lábio das rodas... poder-se-á derrapar mais facilmente.

### Downhill
Trata-se de descer o mais rapidamente possível por estradas muito inclinadas. É uma modalidade muito perigosa, pelo que se utilizam protecções que incluem capacete integral e macaco de couro, além de luvas para slide, pois esta técnica se utiliza para reduzir a velocidade na entrada das curvas, outras vezes também se faz "footbrake"(pé-freio) que é baixar o pé da tábua para que friccione contra o pavimento e assim perder velocidade antes da curva. As tábuas idóneas são mais pequenas sem, com pouca flexibilidade e um pouco mais largas, os eixos, muitas vezes aparafusam-se acima da tábua através de um buraco praticado na mesma, para baixar o centro de gravidade do longboard, ainda que este tipo de tábuas denominadas "drop mount" ou em seu defeito drop trough"(as que contam com buracos para inserir o truck) se estão utilizando a cada vez menos já que muitos riders preferem as "top mount"(o tipo de tábua que situa o truck por baixo sem buracos nem drops para o mesmo) como se obtém maior controle. Usam-se eixos com uma geometria que os faça estáveis, muitas vezes de precisão, que significa que estão talhados por uma máquina CNC ou de controle numérico computorizado. Estes trucks entregam a maior confiança possível à hora de tomar curvas a grande velocidade, entre outras prestações. É considerada a modalidade de maior risco do longboard.

### Cruising
Trata-se de simplesmente ir de um lugar a outro, por diversão ou como meio de transporte. No segundo caso costumam-se utilizar tábuas de menores dimensões para tomar curvas fechadas em cantos e para poder entrar aos lugares com ela. Esta é a principal e única técnica usada no caso de utilizar o longboard como meio de transporte. O crusing pelo menos não consiste tanto em truques, ou outras coisas.

### Freestyle
Consiste em fazer truques da prancha de skate e outros próprios de longboard. Também pode-se executar boa parte dos truques de skate street com ressalvas, já que nem todos os decks são propícios para isso.

### Slalom
Semelhante ao esqui, consiste em carreiras em pendente nas que se devem esquivar cones colocados uns adiante de outros o mais rápido possível.

### Pool
É patinar em piscinas ou bowls, ao igual que no Skate e Roller skating, subindo e baixando pelas paredes.

### Dancing
Consiste em realizar truques "dançando" sobre a tábua, andando sobre ela para diante e para atrás, subindo e baixando em marcha, saltando, etc. É necessário dias ou até meses para se aprender truques comuns de dancing. Também é necessário saber o básico do carving, já que é comum usar o flow do carving para executar boa parte dos passes.

## Manobras/Truques

### Coleman slide (derrape coleman)
Trata-se de um dos pilares básicos para controlar a velocidade de descida em downhill, podendo frear de uma forma efectiva a grandes velocidades, adquirindo uma posição aerodinâmica e estável que nos permita diminuir a velocidade sem chegar a descontrolar-mos. Para executar este derrape, o rider transfere seu peso para os dedos de seus pés e inclina-se para dito lado, para proceder a girar para o lado contrário, transferindo o peso para seus tornozelos, agachando-se enquanto estica para o solo o braço que aponta para a baixada, posando sua mão sobre o andar e transferindo uma parte de seu peso a esta, enquanto empurra a tábua com a perna de atrás, devolvendo posteriormente o derrape mediante uma mudança de força simultâneo entre a perna de adiante e a de atrás para conseguir que as rodas retomem o agarre e continuem deslocando. Algumas variantes podem ser:
```
 - Sustentar com a mão livre suavemente (sem sair) a borda externa da tábua, um pouco depois do pé de atrás.
```

```
 - Apoiar ambas mãos no andar ao momento de fazer o derrape.
```

```
 - Poder-se-ia dizer que uma variante do coleman slide é o heelside predrift, que consiste em pontapear a tábua somente uns poucos graus e/ou por um período de tempo curto (aproximadamente 1 segundo no derrape). Este derrape é um pouco mais avançado e difícil de executar como requer mais controle sobre a tábua e grande domínio do coleman slide. Geralmente é utilizado em carreiras, já que permite reduzir a quantidade de velocidade necessária para tomar uma curva fechada sem perder muita da velocidade inicial, e também ajuda a corrigir ligeiramente a direção a favor da curva.
```

### Toeside slide
Este derrape, sem dúvida outros dos pilares básicos para controlar a velocidade de descida em freeride, se realiza do lado oposto ao Coleman Slide. Neste caso, o peso transfere-se para os tornozelos e depois gira-se agressivamente para o lado oposto, transferindo o peso para os dedos dos pés e inclinando-se para dito lado enquanto agacha-se e estica para o solo o braço oposto à baixada, posando a mão e transferindo uma parte de seu peso a esta, procedendo a empurrar a tabela com a ponta dos dedos da perna de atrás, levantando a cintura simultaneamente. Procede-se a devolver o derrape, fazendo um simultâneo mudança de forças entre a perna de adiante e a de atrás, ocasionando que a as rodas retomem o agarre e continuem deslocando. Este derrape tem variantes similares ao coleman slide:
```
- Sustentar com a mão livre suavemente (sem sair) a borda externa da tábua, a nível do pé que vai adiante.
```

```
- Apoiar ambas mãos no andar ao momento de fazer o derrape.
```

```
- Poder-se-ia dizer que uma variante do toeside slide é o heelside predrift, que consiste em pontapear a tábua somente uns poucos graus e/ou por um período de tempo curto (aproximadamente 1 segundo no derrape). Este derrape é um pouco mais avançado e difícil de executar (ainda mais que o heelside predrift) como requer mais controle sobre a tabela e grande domínio do toeside slide. Geralmente é utilizado em carreiras, já que permite reduzir a quantidade de velocidade necessária para tomar uma curva fechada sem perder muita da velocidade inicial, e ademais ajuda a corrigir ligeiramente a direção a favor da curva.
```

### Estande up slides
Como seu nome em inglês o indica (derrapes de pé ou derrapes parado), são derrapes que se diferenciam principalmente dos derrapes de downhill em que se realizam sem apoiar com as mãos, senão de pé ou, quando muito, em cócoras. São utilizados principalmente na modalidade de freeride, e costumam ser realizados a velocidades menores aos derrapes de downhill ou derrapes com luvas. Estes derrapes são mais difíceis e perigosos que os realizados em downhill; requerem mais habilidade e equilíbrio de parte do rider. Neste tipo de derrapes encontram-se as variações 'Heelside' e 'Toeside', e a cada uma destas, a sua vez, tem variações como o são:
```
-180° slide (heelside e toeside): Ao completar este slide, o rider finaliza na posição contrária a sua posição original (switch).
-Check Slides (heelside e toeside): Estes derrapes servem para diminuir a velocidade ao entrar ou dantes de entrar numa curva, e não costumam passar de 90° (a tabela fica perpendicular com respeito à baixada, ainda que deslizando em direcção a esta).
```